# Роккенберг
Роккенберг (нім. Rockenberg) — сільська громада в Німеччині, знаходиться в землі Гессен. Підпорядковується адміністративному округу Дармштадт. Входить до складу району Веттерау.
Площа — 16,14 км2. Населення становить 4323 ос. (станом на 31 грудня 2020).